# أندرو غودمان (لاعب اتحاد الرغبي)
أندرو غودمان (بالإنجليزية: Andrew Goodman)‏ هو لاعب اتحاد الرغبي نيوزيلندي، ولد في 28 أكتوبر 1982 في مدينة نيلسون في نيوزيلندا.